# Grand Prix de Macao de Formule 3 1986
Le Grand Prix de Macao de Formule 3 1986 est la 33e édition de l'épreuve macanaise réservée aux monoplaces de Formule 3. Elle s'est déroulée le 23 novembre 1986 sur le tracé urbain de Guia.

## Participants
| No | Pilotes                 | Voiture            | Écurie                         |
| -- | ----------------------- | ------------------ | ------------------------------ |
| 1  | Ivan Capelli            | Reynard Alfa Romeo | David Price / Theodore Racing  |
| 2  | Johnny Dumfries         | Reynard Volkswagen | David Price / Theodore Racing  |
| 3  | Emanuele Pirro          | Ralt Volkswagen    | Eddie Jordan / Theodore Racing |
| 5  | John Nielsen            | Ralt Volkswagen    | Eddie Jordan Racing            |
| 6  | Jan Lammers             | Ralt Volkswagen    | Murray Taylor Racing           |
| 7  | Damon Hill              | Ralt Volkswagen    | Murray Taylor Racing           |
| 8  | David Hunt              | Ralt Toyota        | Cellnet Racing                 |
| 9  | Mike Thackwell          | Ralt Toyota        | Intersport Racing              |
| 10 | Andy Wallace            | Reynard Volkswagen | Madgwick Motorsport            |
| 11 | Maurício Gugelmin       | Ralt Volkswagen    | West Surrey Racing (en)        |
| 12 | Kris Nissen             | Ralt Volkswagen    | Volkswagen Motorsport          |
| 15 | Víctor Rosso (en)       | Ralt Volkswagen    | Volkswagen Motorsport          |
| 16 | Yannick Dalmas          | Martini Volkswagen | Oreca Team Elf                 |
| 17 | Michel Trollé           | Martini Volkswagen | Oreca Team Elf                 |
| 18 | Martin Donnelly         | Ralt Volkswagen    | Swallow Racing                 |
| 19 | Maurizio Sandro Sala    | Ralt Volkswagen    | Swallow Racing                 |
| 20 | Andrew Gilbert-Scott    | Ralt Volkswagen    | Mike Rowe Racing               |
| 21 | Stefano Modena          | Reynard Alfa Romeo | Euroteam Cipa                  |
| 22 | Franco Forini           | Dallara Volkswagen | Forti Corse                    |
| 23 | Hanspeter Kaufmann      | Dallara Volkswagen | Werner Schröder                |
| 25 | Jean Alesi              | Dallara Alfa Romeo | SNDP                           |
| 26 | Michael Johansson       | Ralt Alfa Romeo    | Tommy Jagerwall                |
| 27 | Niclas Schönström       | Reynard Volkswagen | Picko Troberg Racing           |
| 28 | Enrico Bertaggia        | Dallara Alfa Romeo | MC Motorsport                  |
| 29 | Didier Theys            | Ralt Volkswagen    | Monaco Sponsoring              |
| 30 | Paul Belmondo           | Reynard Alfa Romeo | David Price Racing             |
| 31 | Bernd Schneider         | Reynard Volkswagen | VIT Formula Racing             |
| 32 | Geoff Lees              | Ralt Toyota        | Tom's Racing Team              |
| 33 | Shuji Hyodo             | Reynard Toyota     | Team Kitamura                  |
| 35 | Shigeki Matsui (ja)     | Reynard Toyota     | KM2 Motorsports                |
| 36 | Mitsumasa Watanabe (ja) | Ralt Volkswagen    | Zest Motorsports               |
| 96 | Pierluigi Martini       | Ralt Alfa Romeo    | Pavesi Team                    |

## 1recourse
Qualification
| Ligne | Positions sur la grille de départ         | Positions sur la grille de départ         | Positions sur la grille de départ |
| ----- | ----------------------------------------- | ----------------------------------------- | --------------------------------- |
| 1re   | 1. Jan Lammers (2 min 23 s 800)           | 2. Stefano Modena (2 min 23 s 830)        |                                   |
| 2e    | 3. Andy Wallace (2 min 23 s 890)          | 4. Mike Thackwell (2 min 24 s 520)        |                                   |
| 3e    | 5. Geoff Lees (2 min 24 s 610)            | 6. Maurício Gugelmin (2 min 24 s 740)     |                                   |
| 4e    | 7. John Nielsen (2 min 24 s 750)          | 8. Didier Theys (2 min 24 s 800)          |                                   |
| 5e    | 9. Yannick Dalmas (2 min 24 s 830)        | 10. Johnny Dumfries (2 min 25 s 080)      |                                   |
| 6e    | 11. Franco Forini (2 min 25 s 090)        | 12. Kris Nissen (2 min 25 s 270)          |                                   |
| 7e    | 13. Emanuele Pirro (2 min 25 s 690)       | 14. Michel Trollé (2 min 25 s 820)        |                                   |
| 8e    | 15. Pierluigi Martini (2 min 26 s 020)    | 16. Ivan Capelli (2 min 26 s 100)         |                                   |
| 9e    | 17. Martin Donnelly (2 min 26 s 180)      | 18. Jean Alesi (2 min 26 s 340)           |                                   |
| 10e   | 19. Andrew Gilbert-Scott (2 min 26 s 380) | 20. Shuji Hyodo (2 min 26 s 580)          |                                   |
| 11e   | 21. Paul Belmondo (2 min 26 s 610)        | 22. Maurizio Sandro Sala (2 min 26 s 670) |                                   |
| 12e   | 23. Damon Hill (2 min 26 s 710)           | 24. David Hunt (2 min 26 s 880)           |                                   |
| 13e   | 25. Bernd Schneider (2 min 26 s 910)      | 26. Víctor Rosso (2 min 27 s 250)         |                                   |
| 14e   | 27. Niclas Schönström (2 min 27 s 830)    | 28. Michael Johansson (2 min 28 s 060)    |                                   |
| 15e   | 29. Enrico Bertaggia (2 min 28 s 610)     | 30. Hanspeter Kaufmann (2 min 29 s 670)   |                                   |
| 16e   | 31. Shigeki Matsui (2 min 30 s 610)       | 32. Mitsumasa Watanabe (2 min 34 s 330)   |                                   |

Résultat
| Pos. | no | Pilote               | Voiture            | Tours | Temps/Abd.       |
| ---- | -- | -------------------- | ------------------ | ----- | ---------------- |
| 1    | 10 | Andy Wallace         | Reynard Volkswagen | 15    | 36 min 24 s 810  |
| 2    | 6  | Jan Lammers          | Ralt Volkswagen    | 15    | + 0 s 460        |
| 3    | 11 | Maurício Gugelmin    | Ralt Volkswagen    | 15    | + 1 s 520        |
| 4    | 16 | Yannick Dalmas       | Martini Volkswagen | 15    | + 3 s 050        |
| 5    | 17 | Michel Trollé        | Martini Volkswagen | 15    | + 10 s 080       |
| 6    | 3  | Emanuele Pirro       | Ralt Volkswagen    | 15    | + 10 s 270       |
| 7    | 22 | Franco Forini        | Dallara Volkswagen | 15    | + 10 s 580       |
| 8    | 25 | Jean Alesi           | Dallara Alfa Romeo | 15    | + 27 s 270       |
| 9    | 5  | John Nielsen         | Ralt Volkswagen    | 15    | + 27 s 710       |
| 10   | 19 | Maurizio Sandro Sala | Ralt Volkswagen    | 15    | + 35 s 590       |
| 11   | 96 | Pierluigi Martini    | Ralt Alfa Romeo    | 15    | + 37 s 170       |
| 12   | 30 | Paul Belmondo        | Reynard Alfa Romeo | 15    | + 37 s 790       |
| 13   | 27 | Niclas Schönström    | Reynard Volkswagen | 15    | + 38 s 140       |
| 14   | 1  | Ivan Capelli         | Reynard Alfa Romeo | 15    | + 41 s 110       |
| 15   | 20 | Andrew Gilbert-Scott | Ralt Volkswagen    | 15    | + 57 s 210       |
| 16   | 26 | Michael Johansson    | Ralt Alfa Romeo    | 15    | + 1 min 1 s 940  |
| 17   | 21 | Stefano Modena       | Reynard Alfa Romeo | 15    | + 1 min 2 s 920  |
| 18   | 33 | Shuji Hyodo          | Reynard Toyota     | 15    | + 1 min 12 s 720 |
| 19   | 23 | Hanspeter Kaufmann   | Dallara Volkswagen | 15    | + 1 min 51 s 790 |
| 20   | 31 | Bernd Schneider      | Reynard Volkswagen | 12    | + 3 tours        |

## 2ecourse
Qualification
| Ligne | Positions sur la grille de départ         | Positions sur la grille de départ         | Positions sur la grille de départ |
| ----- | ----------------------------------------- | ----------------------------------------- | --------------------------------- |
| 1re   | 1. Stefano Modena (2 min 22 s 410)        | 2. Andy Wallace (2 min 22 s 810)          |                                   |
| 2e    | 3. Didier Theys (2 min 23 s 090)          | 4. Jan Lammers (2 min 23 s 350)           |                                   |
| 3e    | 5. Emanuele Pirro (2 min 23 s 480)        | 6. Maurício Gugelmin (2 min 23 s 480)     |                                   |
| 4e    | 7. Martin Donnelly (2 min 23 s 640)       | 8. Bernd Schneider (2 min 23 s 720)       |                                   |
| 5e    | 9. Mike Thackwell (2 min 23 s 740)        | 10. Kris Nissen (2 min 23 s 770)          |                                   |
| 6e    | 11. Michel Trollé (2 min 23 s 980)        | 12. Johnny Dumfries (2 min 24 s 050)      |                                   |
| 7e    | 13. Yannick Dalmas (2 min 24 s 110)       | 14. Geoff Lees (2 min 24 s 230)           |                                   |
| 8e    | 15. David Hunt (2 min 24 s 290)           | 16. Pierluigi Martini (2 min 24 s 290)    |                                   |
| 9e    | 17. John Nielsen (2 min 24 s 450)         | 18. Franco Forini (2 min 24 s 500)        |                                   |
| 10e   | 19. Jean Alesi (2 min 24 s 570)           | 20. Maurizio Sandro Sala (2 min 24 s 600) |                                   |
| 11e   | 21. Ivan Capelli (2 min 25 s 020)         | 22. Víctor Rosso (2 min 25 s 150)         |                                   |
| 12e   | 23. Paul Belmondo (2 min 25 s 180)        | 24. Michael Johansson (2 min 25 s 860)    |                                   |
| 13e   | 25. Andrew Gilbert-Scott (2 min 26 s 160) | 26. Niclas Schönström (2 min 26 s 530)    |                                   |
| 14e   | 27. Shuji Hyodo (2 min 27 s 430)          | 28. Enrico Bertaggia (2 min 28 s 140)     |                                   |
| 15e   | 29. Shigeki Matsui (2 min 28 s 350)       | 30. Hanspeter Kaufmann (2 min 28 s 400)   |                                   |
| 16e   | 31. Mitsumasa Watanabe (2 min 30 s 430)   | 32. Damon Hill (4 min 36 s 220)           |                                   |

Résultat
Le meilleur tour est effectué par Emanuele Pirro en 2 min 22 s 850 (154,106 km/h),.
| Pos. | no | Pilote               | Voiture            | Tours | Temps/Abd.       |
| ---- | -- | -------------------- | ------------------ | ----- | ---------------- |
| 1    | 10 | Andy Wallace         | Reynard Volkswagen | 15    | 36 min 6 s 380   |
| 2    | 3  | Emanuele Pirro       | Ralt Volkswagen    | 15    | + 0 s 330        |
| 3    | 11 | Maurício Gugelmin    | Ralt Volkswagen    | 15    | + 3 s 590        |
| 4    | 6  | Jan Lammers          | Ralt Volkswagen    | 15    | + 5 s 450        |
| 5    | 16 | Yannick Dalmas       | Martini Volkswagen | 15    | + 11 s 600       |
| 6    | 17 | Michel Trollé        | Martini Volkswagen | 15    | + 12 s 260       |
| 7    | 22 | Franco Forini        | Dallara Volkswagen | 15    | + 14 s 890       |
| 8    | 25 | Jean Alesi           | Dallara Alfa Romeo | 15    | + 23 s 290       |
| 9    | 21 | Stefano Modena       | Reynard Alfa Romeo | 15    | + 24 s 070       |
| 10   | 5  | John Nielsen         | Ralt Volkswagen    | 15    | + 36 s 990       |
| 11   | 96 | Pierluigi Martini    | Ralt Alfa Romeo    | 15    | + 42 s 010       |
| 12   | 1  | Ivan Capelli         | Reynard Alfa Romeo | 15    | + 43 s 430       |
| 13   | 20 | Andrew Gilbert-Scott | Ralt Volkswagen    | 15    | + 45 s 920       |
| 14   | 31 | Bernd Schneider      | Reynard Volkswagen | 15    | + 46 s 640       |
| 15   | 19 | Maurizio Sandro Sala | Ralt Volkswagen    | 15    | + 50 s 120       |
| 16   | 28 | Enrico Bertaggia     | Dallara Alfa Romeo | 15    | + 1 min 16 s 400 |
| 17   | 27 | Niclas Schönström    | Reynard Volkswagen | 15    | + 1 min 16 s 570 |
| 18   | 26 | Michael Johansson    | Ralt Alfa Romeo    | 15    | + 1 min 21 s 600 |
| 19   | 33 | Shuji Hyodo          | Reynard Toyota     | 15    | + 1 min 27 s 340 |
| 20   | 23 | Hanspeter Kaufmann   | Dallara Volkswagen | 14    | + 1 tour         |
| 21   | 35 | Shigeki Matsui       | Reynard Toyota     | 14    | + 1 tour         |

## Résultat final
| Pos. | no | Pilote               | Voiture            | Tours | Temps/Abd.          |
| ---- | -- | -------------------- | ------------------ | ----- | ------------------- |
| 1    | 10 | Andy Wallace         | Reynard Volkswagen | 30    | 1 h 12 min 31 s 190 |
| 2    | 11 | Maurício Gugelmin    | Ralt Volkswagen    | 30    | + 5 s 110           |
| 3    | 6  | Jan Lammers          | Ralt Volkswagen    | 30    | + 5 s 910           |
| 4    | 3  | Emanuele Pirro       | Ralt Volkswagen    | 30    | + 10 s 600          |
| 5    | 16 | Yannick Dalmas       | Martini Volkswagen | 30    | + 14 s 650          |
| 6    | 17 | Michel Trollé        | Martini Volkswagen | 30    | + 22 s 340          |
| 7    | 22 | Franco Forini        | Dallara Volkswagen | 30    | + 25 s 470          |
| 8    | 25 | Jean Alesi           | Dallara Alfa Romeo | 30    | + 50 s 560          |
| 9    | 5  | John Nielsen         | Ralt Volkswagen    | 30    | + 1 min 4 s 700     |
| 10   | 96 | Pierluigi Martini    | Ralt Alfa Romeo    | 30    | + 1 min 19 s 180    |
| 11   | 1  | Ivan Capelli         | Reynard Alfa Romeo | 30    | + 1 min 24 s 540    |
| 12   | 19 | Maurizio Sandro Sala | Ralt Volkswagen    | 30    | + 1 min 25 s 710    |
| 13   | 21 | Stefano Modena       | Reynard Alfa Romeo | 30    | + 1 min 26 s 990    |
| 14   | 20 | Andrew Gilbert-Scott | Ralt Volkswagen    | 30    | + 1 min 43 s 130    |
| 15   | 27 | Niclas Schönström    | Reynard Volkswagen | 30    | + 1 min 54 s 710    |
| 16   | 26 | Michael Johansson    | Ralt Alfa Romeo    | 30    | + 2 min 23 s 540    |
| 17   | 33 | Shuji Hyodo          | Reynard Toyota     | 30    | + 2 min 40 s 060    |
| 18   | 23 | Hanspeter Kaufmann   | Dallara Volkswagen | 29    | + 1 tour            |
| 19   | 31 | Bernd Schneider      | Reynard Volkswagen | 27    | + 3 tours           |
| 20   | 30 | Paul Belmondo        | Reynard Alfa Romeo | 26    | + 4 tours           |